# Răzvan Began
Răzvan-Cătălin Began (n. 12 august 1996, Sighetu Marmației, Maramureș, România) este un fotbalist român, care joacă pe post de portar la Gloria Bistrița Năsăud în Liga a III-a.
Și-a început cariera de fotbalist la vârsta de 10 ani, când a ajuns să joace pentru Plimob Sighet, timp de 5 ani, unde a avut rezultate foarte bune, timp în care a fost împrumutat și de Gloria Bistrița, aproximativ 6 luni. Un an mai târziu avea să facă parte din echipa Fotbal Club Someșul Satu Mare.